# Helophilus neoaffinis
Helophilus neoaffinis är en tvåvingeart som beskrevs av Fluke 1949. Helophilus neoaffinis ingår i släktet kärrblomflugor, och familjen blomflugor.
Artens utbredningsområde är Alaska. Inga underarter finns listade i Catalogue of Life.